# Чогодарівська сільська рада
Чогода́рівська сільська́ ра́да — орган місцевого самоврядування Чогодарівської сільської громади в Березівському районі Одеської області.

## Склад ради
Рада складається з 12 депутатів та голови.
- Голова ради: Заяц Микола Миколайович
- Секретар ради: Андрусєва Людмила Іванівна

### Керівний склад попередніх скликань
| Прізвище, ім'я, по батькові | Основні відомості                                                                                              | Дата обрання | Дата звільнення |
| --------------------------- | --- | ------------ | --------------- |
| Шимков Володимир Михайлович | Сільський голова, 1960 року народження                                                                         | 26.03.2006   | 31.10.2010      |
| Заяц Микола Миколайович     | Сільський голова, 1971 року народження, освіта середня загальна, член Всеукраїнського об'єднання «Батьківщина» | 31.10.2010   |                 |

Примітка: таблиця складена за даними сайту Верховної Ради України

### Депутати
За результатами місцевих виборів 2010 року депутатами ради стали:

#### За суб'єктами висування
| Суб'єкт висування                                       | Кількість обраних депутатів | %    |
| ------------------------------------------------------- | --------------------------- | ---- |
| Партія регіонів                                         | 8                           | 66,7 |
| Соціалістична партія України                            | 2                           | 16,7 |
| Народна партія                                          | 1                           | 8,3  |
| Політична партія Всеукраїнське об'єднання «Батьківщина» | 1                           | 8,3  |

#### За округами
| № округу                                                | Прізвище, ім'я, по батькові      | Дата визнання обраним | Освіта             | Партійна приналежність | Відомості про обраного депутата                            |
| ------------------------------------------------------- | -------------------------------- | --------------------- | ------------------ | ---------------------- | ---------------------------------------------------------- |
| Народна Партія                                          |                                  |                       |                    |                        |                                                            |
| 6                                                       | Марченко Іван Федорович          | 02.11.2010            | середня            | позапартійний          | Ширяївська районна лікарня ветеринарної медицини, ветлікар |
| Партія регіонів                                         |                                  |                       |                    |                        |                                                            |
| 1                                                       | Паноян Наталія Вікторівна        | 02.11.2010            | середня            | позапартійна           | сільська рада, бухгалтер                                   |
| 2                                                       | Сербіна Ольга Леонідівна         | 02.11.2010            | середня            | позапартійна           | сільська рада, касир                                       |
| 4                                                       | Горковська Наталія Вікторівна    | 02.11.2010            | середня            | позапартійна           | приватний підприємець                                      |
| 5                                                       | Камінна Валентина Леонідівна     | 02.11.2010            | середня            | позапартійна           | Чогодарівське ССП, завмаг                                  |
| 8                                                       | Андрусьева Людмила Іванівна      | 02.11.2010            | середня спеціальна | позапартійна           | Чогодарівська сільська рада, секретар                      |
| 9                                                       | Гришина Інна Валентинівна        | 02.11.2010            | середня            | позапартійна           | фельдшерсько-акушерський пункт, фельдшер                   |
| 10                                                      | Мочко Валентина Лукашівна        | 02.11.2010            | середня            | позапартійна           | Валентинівський сільський клуб, завідувачка                |
| 12                                                      | Рожко Леонід Олексійови          | 02.11.2010            | середня            | позапартійний          | приватний підприємець                                      |
| Політична партія Всеукраїнське об'єднання «Батьківщина» |                                  |                       |                    |                        |                                                            |
| 7                                                       | Івановський Євгеній Миколайович  | 02.11.2010            | середня            | позапартійний          | тимчасово не працює                                        |
| Соціалістична партія України                            |                                  |                       |                    |                        |                                                            |
| 3                                                       | Чернятинський Віктор Миколайович | 02.11.2010            | середня            | позапартійний          | загальноосвітня школа с. Чогодарівка, водій                |
| 11                                                      | Вацьков Валерій Леонідович       | 02.11.2010            | середня            | позапартійний          | тимчасово не працює                                        |